# NASCAR Sprint Cup 2013
De NASCAR Sprint Cup 2013 was het 65e seizoen van het belangrijkste NASCAR-kampioenschap dat in de Verenigde Staten gehouden wordt en het zesde jaar dat het kampioenschap onder de naam Sprint Cup gehouden wordt. Het seizoen startte op 16 februari met de Daytona 500, die werd voorafgegaan door de exhibitiewedstrijd Budweiser Shootout en de Daytona-kwalificatieraces Budweiser Duels. Het kampioenschap eindigde op 17 november met de Ford EcoBoost 400 in Homestead. Het kampioenschap werd voor de zesde keer gewonnen door Jimmie Johnson van Hendrick Motorsports.

## Races
| '                     | Datum        | Race                             | Circuit                         | Winnaar          | Tweede             | Derde               |
| --------------------- | ------------ | -------------------------------- | ------------------------------- | ---------------- | ------------------ | ------------------- |
| 1                     | 24 februari  | Daytona 500                      | Daytona International Speedway  | Jimmie Johnson   | Dale Earnhardt jr. | Mark Martin         |
| 2                     | 3 maart      | Subway Fresh Fit 500             | Phoenix International Raceway   | Carl Edwards     | Jimmie Johnson     | Denny Hamlin        |
| 3                     | 10 maart     | Kobalt Tools 400                 | Las Vegas Motor Speedway        | Matt Kenseth     | Kasey Kahne        | Brad Keselowski     |
| 4                     | 17 maart     | Food City 500                    | Bristol Motor Speedway          | Kasey Kahne      | Kyle Busch         | Brad Keselowski     |
| 5                     | 24 maart     | Auto Club 400                    | Auto Club Speedway              | Kyle Busch       | Dale Earnhardt jr. | Joey Logano         |
| 6                     | 7 april      | STP Gas Booster 500              | Martinsville Speedway           | Jimmie Johnson   | Clint Bowyer       | Jeff Gordon         |
| 7                     | 13 april     | NRA 500                          | Texas Motor Speedway            | Kyle Busch       | Martin Truex jr.   | Carl Edwards        |
| 8                     | 21 april     | STP 400                          | Kansas Speedway                 | Matt Kenseth     | Kasey Kahne        | Jimmie Johnson      |
| 9                     | 27 april     | Toyota Owners 400                | Richmond International Raceway  | Kevin Harvick    | Clint Bowyer       | Joey Logano         |
| 10                    | 5 mei        | Aaron's 499                      | Talladega Superspeedway         | David Ragan      | David Gilliland    | Carl Edwards        |
| 11                    | 11 mei       | Bojangles' Southern 500          | Darlington Raceway              | Matt Kenseth     | Denny Hamlin       | Jeff Gordon         |
| 12                    | 26 mei       | Coca-Cola 600                    | Charlotte Motor Speedway        | Kevin Harvick    | Kasey Kahne        | Kurt Busch          |
| 13                    | 2 juni       | FedEx 400                        | Dover International Speedway    | Tony Stewart     | Juan Pablo Montoya | Jeff Gordon         |
| 14                    | 9 juni       | Pocono 400                       | Pocono Raceway                  | Jimmie Johnson   | Greg Biffle        | Dale Earnhardt jr.  |
| 15                    | 16 juni      | Quicken Loans 400                | Michigan International Speedway | Greg Biffle      | Kevin Harvick      | Martin Truex jr.    |
| 16                    | 23 juni      | Toyota/Save Mart 350             | Sonoma Raceway                  | Martin Truex jr. | Jeff Gordon        | Carl Edwards        |
| 17                    | 29 juni      | Quaker State 400                 | Kentucky Speedway               | Matt Kenseth     | Jamie McMurray     | Clint Bowyer        |
| 18                    | 6 juli       | Coke Zero 400                    | Daytona International Speedway  | Jimmie Johnson   | Tony Stewart       | Kevin Harvick       |
| 19                    | 14 juli      | Camping World RV Sales 301       | New Hampshire Motor Speedway    | Brian Vickers    | Kyle Busch         | Jeff Burton         |
| 20                    | 28 juli      | Brickyard 400                    | Indianapolis Motor Speedway     | Ryan Newman      | Jimmie Johnson     | Kasey Kahne         |
| 21                    | 4 augustus   | Gobowling.com 400                | Pocono Raceway                  | Kasey Kahne      | Jeff Gordon        | Kurt Busch          |
| 22                    | 11 augustus  | Cheez-It 355 at The Glen         | Watkins Glen International      | Kyle Busch       | Brad Keselowski    | Martin Truex jr.    |
| 23                    | 18 augustus  | Pure Michigan 400                | Michigan International Speedway | Joey Logano      | Kevin Harvick      | Kurt Busch          |
| 24                    | 24 augustus  | Irwin Tools Night Race           | Bristol Motor Speedway          | Matt Kenseth     | Kasey Kahne        | Juan Pablo Montoya  |
| 25                    | 1 september  | AdvoCare 500                     | Atlanta Motor Speedway          | Kyle Busch       | Joey Logano        | Martin Truex jr.    |
| 26                    | 7 september  | Federated Auto Parts 400         | Richmond International Raceway  | Carl Edwards     | Kurt Busch         | Ryan Newman         |
| Sprint Cup Competitie |              |                                  |                                 |                  |                    |                     |
| 27                    | 15 september | Geico 400                        | Chicagoland Speedway            | Matt Kenseth     | Kyle Busch         | Kevin Harvick       |
| 28                    | 22 september | Sylvania 300                     | New Hampshire Motor Speedway    | Matt Kenseth     | Kyle Busch         | Greg Biffle         |
| 29                    | 29 september | AAA 400                          | Dover International Speedway    | Jimmie Johnson   | Dale Earnhardt jr. | Joey Logano         |
| 30                    | 6 oktober    | Hollywood Casino 400             | Kansas Speedway                 | Kevin Harvick    | Kurt Busch         | Jeff Gordon         |
| 31                    | 12 oktober   | Bank of America 500              | Charlotte Motor Speedway        | Brad Keselowski  | Kasey Kahne        | Matt Kenseth        |
| 32                    | 20 oktober   | Camping World RV Sales 500       | Talladega Superspeedway         | Jamie McMurray   | Dale Earnhardt jr. | Ricky Stenhouse jr. |
| 33                    | 27 oktober   | Goody's Headache Relief Shot 500 | Martinsville Speedway           | Jeff Gordon      | Matt Kenseth       | Clint Bowyer        |
| 34                    | 3 november   | AAA Texas 500                    | Texas Motor Speedway            | Jimmie Johnson   | Dale Earnhardt jr. | Joey Logano         |
| 35                    | 10 november  | AdvoCare 500                     | Phoenix International Raceway   | Kevin Harvick    | Kasey Kahne        | Jimmie Johnson      |
| 36                    | 17 november  | Ford EcoBoost 400                | Homestead-Miami Speedway        | Denny Hamlin     | Matt Kenseth       | Dale Earnhardt jr.  |

## Eindstand - Top 13

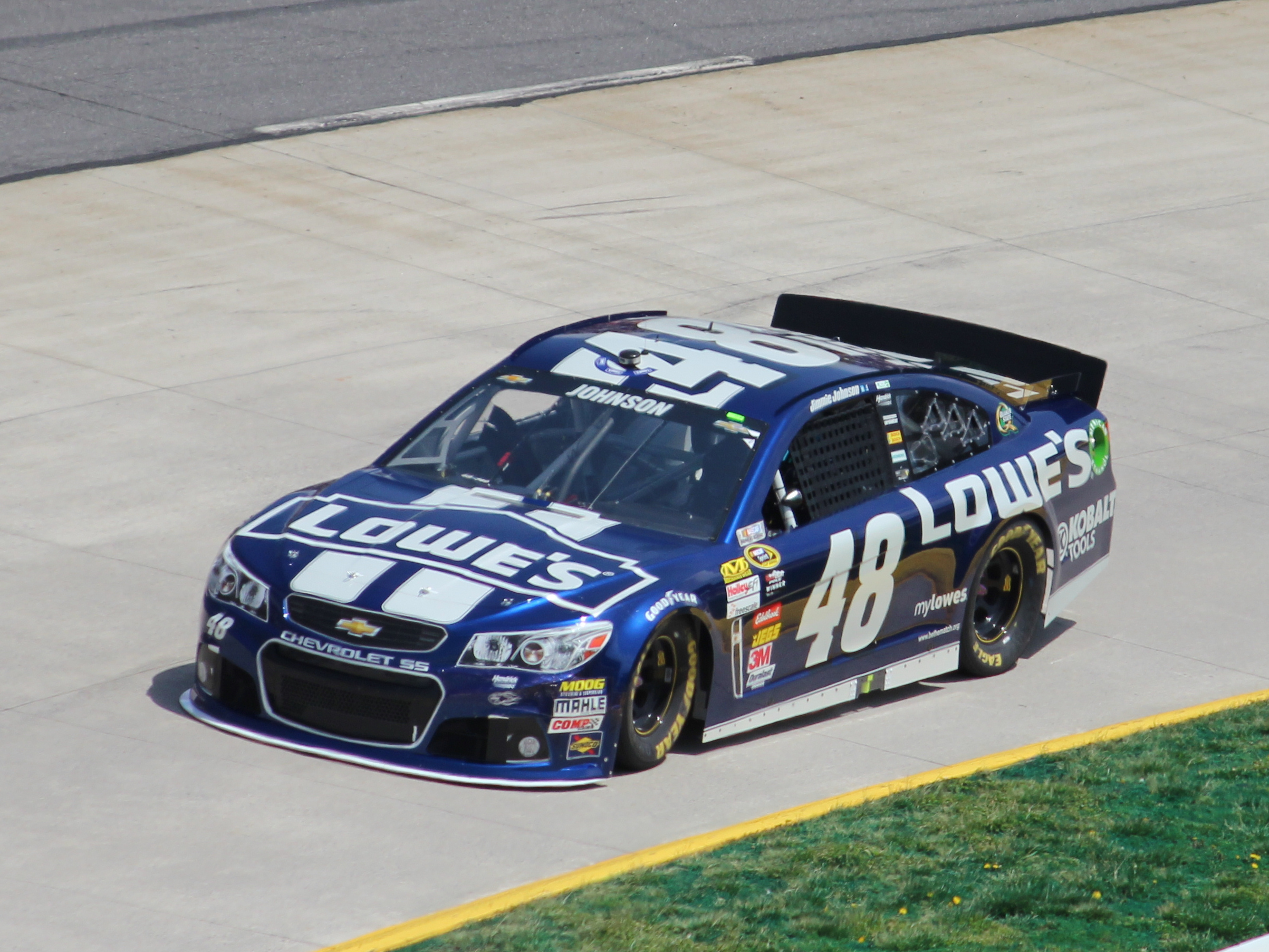
Winnaar van het kampioenschap, Jimmie Johnson tijdens de STP Gas Booster 500 op de Martinsville Speedway.

Eindstand na de Chase for the Championship, aantal overwinningen (W) en punten (Ptn).
| '  | Coureur            | Team                     | Auto      | W | Ptn  |
| -- | ------------------ | ------------------------ | --------- | - | ---- |
| 1  | Jimmie Johnson     | Hendrick Motorsports     | Chevrolet | 6 | 2419 |
| 2  | Matt Kenseth       | Joe Gibbs Racing         | Toyota    | 7 | 2400 |
| 3  | Kevin Harvick      | Richard Childress Racing | Chevrolet | 4 | 2385 |
| 4  | Kyle Busch         | Joe Gibbs Racing         | Toyota    | 4 | 2364 |
| 5  | Dale Earnhardt jr. | Hendrick Motorsports     | Chevrolet | 0 | 2363 |
| 6  | Jeff Gordon        | Hendrick Motorsports     | Chevrolet | 1 | 2337 |
| 7  | Clint Bowyer       | Michael Waltrip Racing   | Toyota    | 0 | 2336 |
| 8  | Joey Logano        | Penske Racing            | Ford      | 1 | 2323 |
| 9  | Greg Biffle        | Roush Fenway Racing      | Ford      | 1 | 2321 |
| 10 | Kurt Busch         | Furniture Row Racing     | Chevrolet | 0 | 2309 |
| 11 | Ryan Newman        | Stewart Haas Racing      | Chevrolet | 1 | 2286 |
| 12 | Kasey Kahne        | Hendrick Motorsports     | Chevrolet | 2 | 2283 |
| 13 | Carl Edwards       | Roush Fenway Racing      | Ford      | 2 | 2282 |

Dit jaar werd de chase met dertien in plaats van twaalf rijders beslecht.